# محمد خليفة الكندي
محمد خليفة الكندي (- 26 فبراير 2015) سياسي إماراتي، كان أول وزير للتخطيط في أول حكومة تشكلت في دولة الإمارات عام 1971. عين وزيراً للأشغال العامة حتى العام 1990.

## وفاته
توفي يوم الخميس 26 فبراير 2015.